# Ваља Перилор (Горж)
Ваља Перилор (рум. Valea Perilor) насеље је у Румунији у округу Горж у општини Катунеле. Oпштина се налази на надморској висини од 221 m.

## Становништво
Према подацима из 2002. године у насељу је живело 476 становника, од којих су сви румунске националности.